# 필립 밴다이크
필립 밴다이크(영어: Phillip Van Dyke, 1984년 6월 13일 ~ )는 미국의 배우이다. 샌프란시스코 출신.

## 출연 작품
- 할로윈타운 2 (2001)
- 바톡 (1999)
- 할로윈타운 (1998)
- 현대판 톰 소여의 모험 (1998)
- 크래욜라 키즈 어드벤처: 해저 2만리 (1997)
- 킬링 티켓 (1997)
- 엄마는 투명 인간 (1995)
- 스텝 바이 스텝 (1991)